# Sauer M30
Le Sauer & Sohn M30 ou Behorden Modell (Modèle pour Services officiels) est un modèle de pistolet semi-automatique de conception allemande. Il remplaça le Sauer 1913, dont il est une amélioration, en 1930. Seules la poignée et la culasse ont été modifiées. Il équipa de nombreuses polices locales allemandes, de groupes paramilitaires et d’officiers (achats personnels dans le commerce). En 1938, il cédait sa place à un modèle tirant en double action et muni d’un chien externe : le Sauer M38 H.

## Données numériques
- Munition : 7,65 Browning
- Longueur : 15 cm
- Canon : 7,7 cm
- Masse du pistolet vide : 630 g
- Chargeur : 7 cartouches

## Sources
Cette notice est issue de la lecture des monographies et des revues spécialisées de langue française suivantes :
- Cibles (Fr)
- AMI (B, disparue en 1988)
- Gazette des Armes (Fr)
- Action Guns  (Fr)
- R. Caranta, Sig-Sauer. Une Épopée technologique européenne, Crépin-Leblond, 2003
- J. Huon, Les Armes allemandes (1870-1945), Cépaduès, 1993.